# Кария яйцевидная

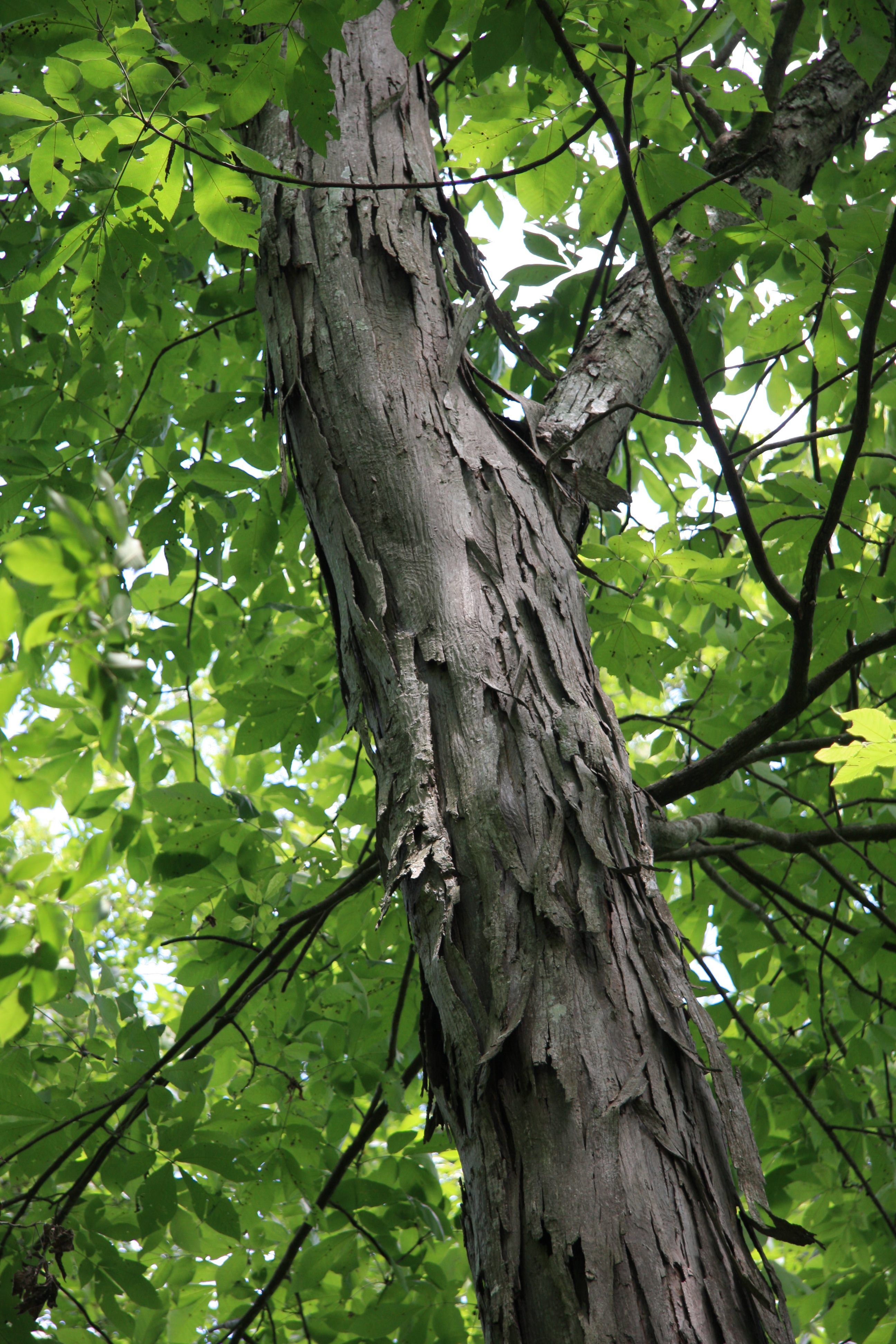
Ствол с отслаивающейся корой, благодаря которой этот вид получил одно из своих названий

Ка́рия яйцеви́дная, или Гикори яйцевиднолистное (лат. Carya ovata) — вид растений из рода Гикори (Carya) семейства Ореховые (Juglandaceae), произрастающий в Северной Америке (Канада, США, Мексика). Культивируется также в Европе.

## Название
В литературе упоминается также под названиями Кария белая (не путать с Carya tomentosa), а также Гикори лохматый, или Гикори косматый (из-за отслаивающейся коры ствола).

## Ботаническое описание
Дерево высотой до 30 м с серой бороздчатой корой, отслаивающейся большими вертикальными лентами (до 50 см длиной). Листья длиной до 20—35 см, непарноперистые, с пятью (иногда тремя или семью) эллиптическими или обратнояйцевидными листочками.
Цветки раздельнополые, тычиночные в растущих по 3 вместе серёжках длиной до 10 см, пестичные цветки по 3—5 на одном цветоносе.
Перикарпий плода красновато-коричневый, толстостенный (6—8 мм), раскрывается при созревании. Эндокарпий (орех) почти белый, длиной до 3,5 см, прямоугольно-округлой формы с 4—6 гранями. Ядро коричневатое, съедобное.

## Экология
Размножается семенным путем и дает обильные корневые отпрыски. Семена требуют стратификации. Растет на богатых влажных почвах по берегам рек и на нижней части склонов.

## Значение и применение
Ядро ореха сладкое, ароматное, употребляется в пищу так же, как и ядра пекана.
Древесина твёрдая, крепкая и прочная, с широкой белой заболонью и коричневым или красновато-коричневым ядром. Как и древесина других видов карии, применяется в строительстве и для изготовления различных столярных изделий.
Очень декоративное дерево, пригодное как для одиночной, так и групповой посадки.